# Heathrow Central állomás
A Heathrow Central egy vasútállomás a Heathrow repülőtér középpontjában, a Heathrow Express és Heathrow Connect vonatok érintik.

## Története
Az állomást 1999-ben nyitották meg Heathrow Terminals 1, 2, 3 néven.

## Forgalom
| Járat            | Útvonal | Gyakoriság    |
| ---------------- | --- | ------------- |
| TfL Rail         | Paddington – Ealing Broadway – West Ealing – Hanwell – Southall – Hayes & Harlington – Heathrow Central – Heathrow Terminal 4 | 30 percenként |
| Heathrow Express | Paddington – Heathrow Central – Heathrow Terminal 5                                                                           | 15 percenként |
| TfL Rail         | Heathrow Terminal 4 – Heathrow Central                                                                                        | 15 percenként |

## Átszállási kapcsolatok
| Állomás          | Átszállási kapcsolatok                                                                                        |
| ---------------- | --- |
| Heathrow Central | Piccadilly line (Heathrow Terminals 2 & 3) Helyi, helyközi és távolsági buszok (Heathrow Central Bus Station) |

## Fordítás
- Ez a szócikk részben vagy egészben  a   Heathrow Central railway station című angol Wikipédia-szócikk fordításán alapul.  Az eredeti cikk szerkesztőit annak laptörténete sorolja fel. Ez a jelzés csupán a megfogalmazás eredetét és a szerzői jogokat jelzi, nem szolgál a cikkben szereplő információk forrásmegjelöléseként.